# Carlos Reyles
Carlos Reyles – miasto w Urugwaju, w departamencie Durazno.